# كارين ميلر
كارين ميلر (بالفرنسية: Karen Miller) (و. 1961  م) هي روائية، وكاتبة خيال علمي، وكاتِبة كندية، ولدت في فانكوفر.